# Asphondylia tavaresi
Asphondylia tavaresi är en tvåvingeart som först beskrevs av Rubsaamen 1916.  Asphondylia tavaresi ingår i släktet Asphondylia och familjen gallmyggor.
Artens utbredningsområde är Portugal. Inga underarter finns listade i Catalogue of Life.